# Anthoplia floricola
Anthoplia floricola är en skalbaggsart som beskrevs av Fabricius 1787. Anthoplia floricola ingår i släktet Anthoplia och familjen Rutelidae. Utöver nominatformen finns också underarten A. f. lusitanica.